# قوة الاحتياط الأفريقية

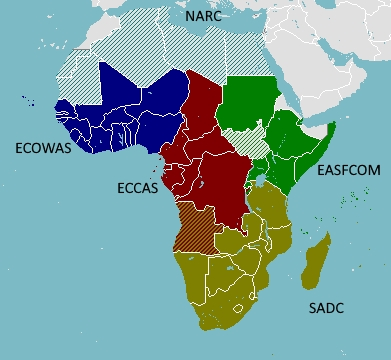

قوة الاحتياط الأفريقية (بالإنجليزية: African Standby Force) هي قوة حفظ سلام دولية قارية أفريقية ومتعددة التخصصات تتألف من وحدات عسكرية وشرطية ومدنية تعمل تحت إشراف الاتحاد الأفريقي. من المقرر نشر قوات الأمن الاحتياطية في أوقات الأزمات في أفريقيا.  المقر الرئيسي للقوة في أديس أبابا بإثيوبيا. تم اختيار دوالة في الكاميرون، في عام 2011 كموقع للقاعدة اللوجستية القارية للاتحاد الأفريقي (LOGBASE). 
في عام 2003، تم تحديد عام 2010 كموعد تشغيلي للقوة، ولكن تم تفويته.

## البداية
قبل تأسيس الاتحاد الأفريقي في عام 2001، لم توفر منظمة الوحدة الأفريقية، التي سبقته، الأدوات المناسبة للعمل الجماعي والشامل للدول الأفريقية في أوقات الأزمات العنيفة، ويرجع ذلك في الغالب إلى القيمة المشتركة المتمثلة في عدم التدخل في الشؤون الداخلية للدول. خلال تسعينيات القرن العشرين، دفعت سلسلة من الصراعات العنيفة في أفريقيا، وأهمها الإبادة الجماعية في رواندا عام 1994، الدول الأفريقية إلى إحداث تغيير في تعاونها الأمني المشترك. بعد إنشاء الاتحاد الأفريقي في عام 2001، لم يعد بند عدم التدخل في منظمة الوحدة الأفريقية صالحا. وقد أعطى القانون التأسيسي الاتحاد الأفريقي الآن الحق في التدخل في دولة عضو في ظروف خطيرة، وهي جرائم الحرب والإبادة الجماعية والجرائم ضد الإنسانية.  
وفي العام نفسه، تم تقديم هيكل أفريقي جديد للسلام والأمن، بهدف بناء وتعزيز القدرات الأفريقية لإدارة وحل النزاعات في القارة. يتألف الهيكل الأفريقي للسلام والأمن من خمسة ركائز متكاملة: مجلس السلام والأمن ، ونظام الإنذار المبكر القاري ، ولجنة الحكماء، وصندوق السلام، وقوة الاحتياط الأفريقية. لذلك فإن هو عنصر مكون من الهيكل الأفريقي الجديد للسلام والأمن. 
كان المفهوم النهائي للقوة الاحتياطية الإفريقية، المقدم في تقرير «مابوتو» الصادر في يوليو/تموز 2003، ينص في ذلك الوقت على إنشاء خمس قوات إقليمية من الألوية الاحتياطية:   لواء احتياطي إقليمي لشمال أفريقيا (NASBRIG)، ولواء احتياطي لشرق أفريقيا (EASBRIG)؛ وقوة متعددة الجنسيات في وسط أفريقيا (FOMAC)؛ ولواء احتياطي لجنوب أفريقيا (SADCBRIG)؛ ولواء احتياطي لدول غرب أفريقيا (ECOBRIG).  حددت نفس الوثيقة ستة سيناريوهات لنشر القوة.   واتفقت المنظمة في ذلك الوقت على مستويات قوة تبلغ نحو 15 ألف جندي في جميع أنحاء القارة. 
تهدف وثيقة إطار سياسة القوة الإحتياطية الصادرة في مايو 2003 إلى تطويرها على مرحلتين: 
- المرحلة الأولى (حتى 30 يونيو/حزيران 2005): تصور الاتحاد الأفريقي إنشاء قدرة إدارية على المستوى الاستراتيجي لإدارة مهام السيناريوهين 1 و2، في حين تعمل المجتمعات الاقتصادية الإقليمية/المناطق على استكمال الاتحاد الأفريقي من خلال إنشاء قوات احتياطية إقليمية يصل حجمها إلى لواء لتحقيق السيناريو الرابع. [7]
- المرحلة الثانية (من 1 يوليو/تموز 2005 إلى 30 يونيو/حزيران 2010): بحلول عام 2010، خطط الاتحاد الأفريقي لتطوير القدرة على إدارة عمليات حفظ السلام المعقدة، في حين ستواصل المجموعات الإقليمية تطوير القدرة على نشر مقر للبعثة للسيناريو الرابع، الذي يشمل قوات حفظ السلام التابعة للاتحاد الأفريقي/الإقليمية. [7]

## السيناريوهات
السيناريو 1: تقديم المشورة العسكرية من الاتحاد الأفريقي/الإقليمي لبعثة سياسية.
السيناريو الثاني: بعثة مراقبة تابعة للاتحاد الأفريقي/الإقليمي يتم نشرها بالاشتراك مع بعثة تابعة للأمم المتحدة.
السيناريو 3: بعثة مراقبة مستقلة تابعة للاتحاد الأفريقي/الإقليمي.
السيناريو الرابع: قوة حفظ السلام التابعة للاتحاد الأفريقي/الإقليمية للفصل السادس ومهام الانتشار الوقائي. (وبناء السلام)
السيناريو الخامس: قوة حفظ سلام تابعة للاتحاد الأفريقي لتنفيذ مهام حفظ سلام معقدة ومتعددة الأبعاد.
السيناريو 6: تدخل الاتحاد الأفريقي، على سبيل المثال في حالات الإبادة الجماعية التي لا يتدخل المجتمع الدولي فيها على الفور.

### التدريبات
من عام 2008 إلى عام 2010، أجرى الاتحاد الأفريقي بالتعاون مع الاتحاد الأوروبي دورة تدريب وبناء القدرات «أماني أفريقيا» AMANI AFRICA I (والتي تعني "السلام في أفريقيا " باللغة السواحيلية)، والتي صممت لتقييم فعالية القوة الأفريقية المؤقتة لعملية دعم السلام التي يفرضها الاتحاد الأفريقي. بلغت هذه الجهود ذروتها مع أول تمرين قاري من هذا النوع، والذي أطلق عليه اسم تمرين القيادة المركزية (CPX)، في أديس أبابا. أماني أفريقيا ركزت في المقام الأول على التحقق من صحة السياسات والعمليات، على المستوى الاستراتيجي القاري، في استخدام قوة الاستعداد الأفريقية ضمن منظومة السلام والأمن الأفريقية الأوسع نطاقا (APSA). وبحسب الاتحاد الأفريقي، فقد قدم أدلة موضوعية لدعم المقترحات الخاصة بمزيد من التطوير التنظيمي والتشغيلي للتدريب والإجراءات والقدرات المتعددة الأبعاد لقوات الأمن الأفريقية.

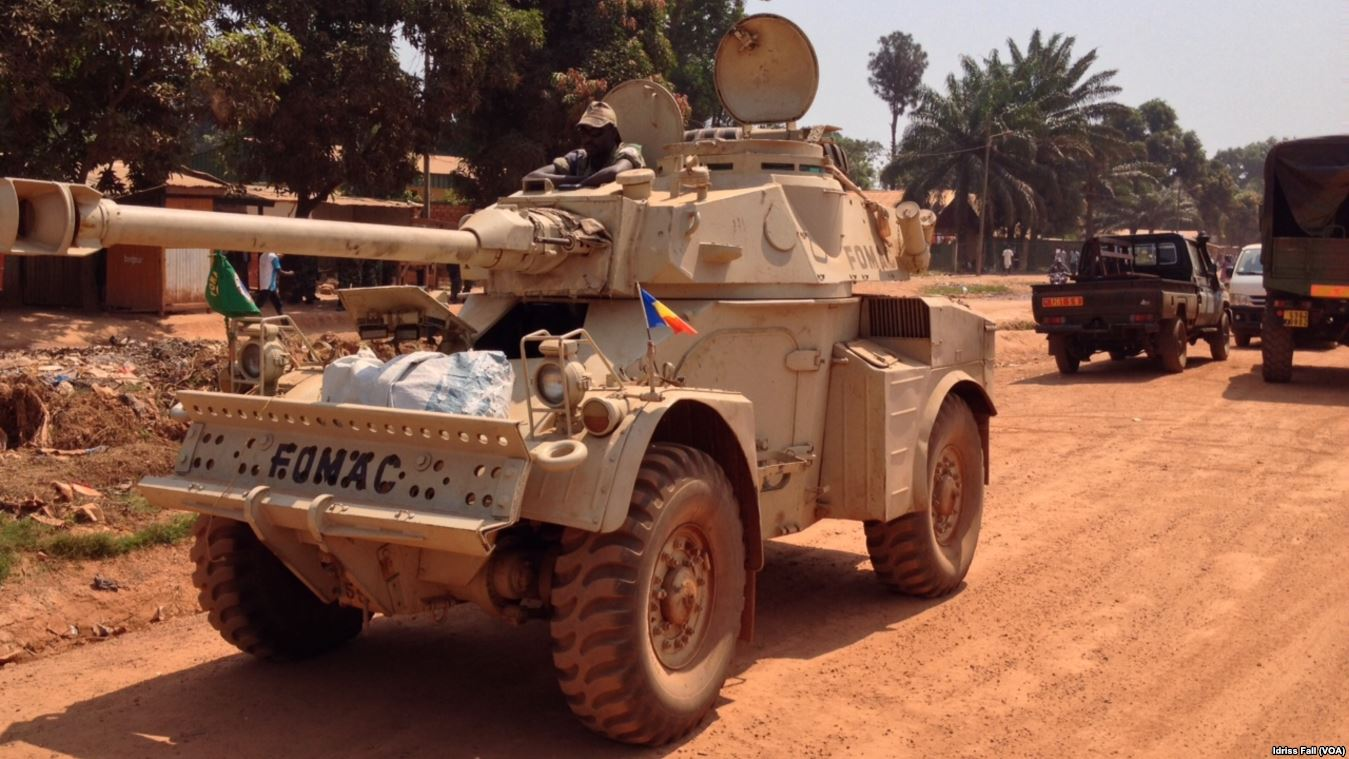
مركبة مدرعة تشادية من طراز بانهارد AML تابعة لقوة الاتحاد الأفريقي لوسط أفريقيا تم نشرها في بانغي، عاصمة جمهورية أفريقيا الوسطى في أبريل/نيسان 2013.